# Столбін Олексій Петрович
Олексій Петрович Столбін (3 листопада 1922, Тьоткіно Глушківського району Курської області — 17 листопада 2020, Суми) — український письменник, прозаїк, член Національної спілки письменників України.

## Біографія
Батьки переїхали до України, коли Олексію виповнилося 5 років. Спочатку жили в місті Конотоп, потім його родина переїхала до села Грузького Конотопського району, де він навчався в школі.
В 1941 році був призваний до лав Радянської Армії. Був направлений до Вольської школи авіамеханіків, звідки пішов на фронт, де служив механіком і техніком винищувальної авіації, нагороджений орденами та медалями.
Після демобілізації вступив до Київського університету на факультет журналістики, який невдовзі довелося залишити через тяжку хворобу. Після одужання працював вчителем мови та літератури у В'язівській семирічній школі на Конотопщині, і одночасно вчився на заочному відділенні Глухівського учительського інституту, який закінчив в 1950 році, отримавши спеціальність учителя української мови та літератури. Закінчивши в 1953 році Сумський педагогічний інститут ім. А. С. Макаренка, Олексій Петрович отримав спеціальність учителя російської мови.
Працював завучем Грузчанської школи, директором Конотопської школи, заступником директора обласного інституту вдосконалення кваліфікації вчителів, заступником завідувача Сумського обласного відділу народної освіти.
З 1980 року Олексій Петрович очолив обласне літературне об'єднання. З 1985 року по січень 2001 року був головою Сумської організації НСПУ. Член міжнародної асоціації дитячих письменників.
Помер 17 листопада 2020 року у Сумах на 99-ому році життя. 

## Творчість
Столбін О. П. — автор 23 книг прози та майже 50 оповідань, упорядковував 10 колективних збірників та 7 літературних альманахів. Дітищем О. П. Столбіна є щорічний альманах літераторів Сумщини «Слобожанщина». Твори Олексія Петровича є у програмі шкільного підручника з української літератури. Досліджував Голодомор:
- Столбін, О. Гірка правда: Голодомор в Україні 1932–1933 рр. / О. Столбін // Суми і сумчани. — 2007. — № 28.- 13 липня. — С. 13.
- Голодомор на Сумщині 1932–1933 / упоряд. О. П. Столбій. — Суми: Ред.-вид. відділ обл. управління по пресі, 1993. — 156 с.

### Книги
- «Давайте дружить»
- «Школа романтиків»
- «Вожата з Берізок»
- «Барабани б'ють тривогу»
- «Школьные лесничества»,
- «Зозулин хутір»,
- «Моя неспокійна любов»
- «Чортова дюжина»
- «Кар'єра»
- «Горіхове озеро»
- «Залишаюсь собою»
- «Терористка»
- «Хмари над Журавкою»
- «Через терни»
- «На зламі тисячоліть»
- «Листопад»
- " Четвірка з плюсом "

## Нагороди і визнання
Лауреат премій імені Миколи Трублаїні та імені Миколи Хвильового.
29 листопада 2007 року на фасаді будівлі бібліотеки-філії № 3, яка незадовго до того стала носити ім'я Олексія Столбіна, було відкрито іменну дошку. В історії Сум це став другий випадок, коли заслуги та успіхи людини вшановуються за її життя. Вперше місто вшанувало заслуги перед містом Михайла Лушпи, назвавши його іменем колишній проспект Космонавтів.